# كيم هيونج جون
كيم هيونغ جون (الكورية: 김형준) (الروسية: Ким Хён Джун) (مواليد 26 نوفمبر 1949) سياسي ودبلوماسي كوري شمالي. نائب رئيس حزب العمال الكوري، وعضو المكتب السياسي ولجنة شؤون الدولة في كوريا الشمالية. سفير سابق لدى الاتحاد الروسي.

## مسيرته
وُلد في مقاطعة هامغيونغ الشمالية. شغل منصب سفير كوريا الشمالية لدى لبنان منذ عام 2000. بعد ذلك، شغل منصب السفير في سوريا والمقيم في دمشق، ثم سفيرًا في الكويت، والأردن، وقطر، والبحرين. في يناير 2005، تم تعيينه وزيرًا للخارجية. في 29 أكتوبر 2013، زار الصين على متن الخطوط الجوية الكورية الشمالية. وفي أغسطس 2014، تم تعيينه سفيرًا لدى روسيا.
في 1 يناير 2020، أفادت وكالة الأنباء الكورية الشمالية أن تغييرات هامة في المناصب والأمور الشخصية للمسؤولين الرئيسيين ونواب رئيس الحزب جرت في نهاية عام 2019 خلال الجمعية العامة للجنة المركزية لحزب العمال الكوري. تم تعيينه سفيرًا لدى روسيا في 28 أغسطس 2014 وشغل هذا المنصب حتى عام 2019، حيث نسق أول اجتماع بين الأمين العام كيم جونغ أون والرئيس الروسي فلاديمير بوتين في أبريل 2019. كما تم ترشيحه كمرشح للشؤون السياسية بعد تعيينه نائبًا لرئيس الحزب ومديرًا للشؤون الدولية في الحزب. وهو مسؤول عن الشؤون الخارجية في الحزب ومن المتوقع أن يعزز العلاقات مع روسيا. في مارس 2020، شوهد وهو يصوت في اجتماع المكتب السياسي، وهو حق محصور بالأعضاء الكاملين فقط، ولذلك تم افتراض أنه أصبح عضوًا كاملًا. تم انتخابه كعضو في لجنة شؤون الدولة في الاجتماع الثالث للدورة الـ14 من الجمعية الشعبية العليا في 12 أبريل 2020.
في سبتمبر 2021، خلال الجلسة الخامسة للدورة الرابعة عشرة من الجمعية الشعبية العليا في كوريا الشمالية، تم إقالته من مناصبه كعضو في مجلس شؤون الدولة ورئيس لجنة الشؤون الخارجية في الجمعية الشعبية العليا.
هو عضو في الدورة الرابعة عشرة من الجمعية الشعبية العليا في كوريا الشمالية.